# Пельтц, Никола
Никола Энн Пельтц-Бекхэм (англ. Nicola Anne Peltz-Beckham, род. 9 января 1995) — американская актриса, дочь американского промышленника и миллиардера Нельсона Пельтца.

## Ранние годы
Никола Пельтц родилась в округе Вестчестер, штат Нью-Йорк, в семье бизнесмена-миллиардера Нельсона Пельтца и модели Клаудии Хеффнер.
У неё есть сестра и шесть братьев, в том числе бывший профессиональный хоккеист Брэд Пельтц и актёр Уилл Пельтц.

## Карьера
Пельтц дебютировала в кино в роли Маккензи в рождественской комедии «Добро пожаловать, или Соседям вход воспрещён» (2006). В следующем году она появилась в Манхэттенском театральном клубе в постановке «Чёрного дрозда».
Позже она снялась в роли Бекки в комедийном фильме «Гарольд» (2008), а в июне 2008 года снялась в музыкальном клипе на сингл Майли Сайрус «7 Things».
Два года спустя она сыграла Катару в фантастическом приключенческом фильме «Повелитель стихий» (2010) режиссёра М. Найта Шьямалана .
В 2013 году Пельтц начала сниматься в драматическом триллере «Мотель Бейтс». Она сыграла Брэдли Мартин, любовный интерес Нормана Бейтса. Она покинула основной актёрский состав после второго эпизода второго сезона, но вернулась в качестве приглашённой звезды в последних трёх сериях третьего сезона.
В следующем году Пельтц снялась в роли Тессы Йегер в четвёртом фильме "Трансформеры: Эпоха истребления" (2014).
Позже в том же году она появилась в роли Кейт Миллер в подростковом драматическом фильме "Аффлюэнца".
В октябре 2015 года она участвовала в модном показе Александра Вана для Balenciaga на Неделе моды в Париже. Затем она присоединилась к актёрскому составу комедийного фильма «Молодежь в Орегоне» (2016), сыграв Энни Глисон. Пельтц снялась в музыкальном клипе на сингл Зейна Малика «It’s You» в феврале 2016 года.
Пельтц получила роль Крисси Монро в драматическом сериале Hulu "Когда зажигаются уличные фонари", основанном на одноимённом сценарии Чёрного списка.
Она появилась в режиссёрском дебютном фильме Алекса Петтифера "Просёлочные дороги" и снялась вместе с Томасом Манном в научно-фантастическом фильме «Наш дом» режиссёра Энтони Скотта Бернса.
В 2019 году она снялась в драме «Некролог Танде Джонсона» в роли Марли Мейерс.
В 2020 году она сыграла Фелисити в романтической комедии "Пара на праздники".
В ноябре 2022 на онлайн-сервисе Hulu состоялась премьера сериала " Welcome to Chippendales" с участием Николы Пельтц в качестве приглашённой звезды.

## Личная жизнь
У неё и её брата Уилла Пельтца на рёбрах одинаковые еврейские татуировки с надписью family.
Она встречалась с Анваром Хадидом. Позже она встречалась с Полом Кляйном. С октября 2019 года Никола состояла в отношениях с Бруклином Бэкхэмом. 11 июля 2020 года они объявили о своей помолвке. Пара поженилась 9 апреля 2022 года в Палм-Бич, Флорида, на еврейской церемонии. И Бекхэм, и его жена Пельтц еврейского происхождения по отцовской линии. Пара подписала кетубу, форму еврейского свидетельства о браке, а также брачный договор.

## Фильмография

### Кино
| Год  |   | Русское название                             | Оригинальное название           | Роль                |
| ---- | - | -------------------------------------------- | ------------------------------- | ------------------- |
| 2006 | ф | Добро пожаловать, или Соседям вход воспрещён | Deck the Halls                  | Маккензи            |
| 2008 | ф | Гарольд                                      | Harold                          | Беки                |
| 2010 | ф | Повелитель стихий                            | The Last Airbender              | Катара              |
| 2012 | ф | Центр урагана                                | Eye of the Hurricane            | Рени Кайт           |
| 2013 | ф | Слияние                                      | Affluenza                       | Кейт Миллер         |
| 2014 | ф | Трансформеры: Эпоха истребления              | Transformers: Age of Extinction | Тесса Йегер         |
| 2016 | ф | Молодость в Орегоне                          | Youth in Oregon                 | Энни Глисон         |
| 2017 | ф | Трансформеры: Последний рыцарь               | Transformers: The Last Knight   | Тесса Йегер (голос) |
| 2018 | ф | Тёмные дороги                                | Back Roads                      | Эмбер Альтмайер     |
| 2020 | ф | Пара на праздники                            | Holidate                        | Фелисити            |

### Телевидение
| Год       |   | Русское название | Оригинальное название | Роль          |
| --------- | - | ---------------- | --------------------- | ------------- |
| 2013—2015 | с | Мотель Бейтс     | Bates Motel           | Брэдли Мартин |

### Музыкальные клипы
| Год  | Название   | Исполнитель |
| ---- | ---------- | ----------- |
| 2008 | «7 Things» | Miley Cyrus |
| 2016 | «It’s You» | Zayn Malik  |

## Награды
| Год  | Работа                          | Награда                 | Категория                      | Результат | Ref    |
| ---- | ------------------------------- | ----------------------- | ------------------------------ | --------- | ------ |
| 2011 | Повелитель стихий               | Golden Raspberry Awards | Worst Supporting Actress       | Номинация |        |
| 2014 | Transformers: Age of Extinction | Young Hollywood Awards  | Breakthrough Actress           | Номинация | [ 25 ] |
| 2014 | Transformers: Age of Extinction | CinemaCon Awards        | Rising Star (with Jack Reynor) | Победа    |        |
| 2014 | Transformers: Age of Extinction | Teen Choice Awards      | Choice Movie: Breakout Star    | Номинация | [ 26 ] |
| 2015 | Transformers: Age of Extinction | Golden Raspberry Awards | Worst Supporting Actress       | Номинация |        |